# Alcée Louis la Branche
 (octobre 2018).
Si vous disposez d'ouvrages ou d'articles de référence ou si vous connaissez des sites web de qualité traitant du thème abordé ici, merci de compléter l'article en donnant les références utiles à sa vérifiabilité et en les liant à la section « Notes et références ».
Alcée Louis la Branche, né en 1806 et mort le 17 août 1861, était un membre de la Chambre des représentants de l'État de Louisiane. Il a servi un mandat dans le groupe démocrate.
Alcée Louis la Branche est né dans les environs de La Nouvelle-Orléans. Il fait ses études à l'université de Sorèze à Sorèze en France.  Il devient porte-parole dans la Chambre des représentants de Louisiane en 1833 ; il sert plus tard en tant que chargé d'affaires dans l'État du Texas.  Il servit au Congrès américain de 1843 à 1845. Il est mort à Hot Springs (Virginie) en 1885.

### Articles annexes
- Liste des représentants des États-Unis pour la Louisiane